# Clementina Carneiro de Moura

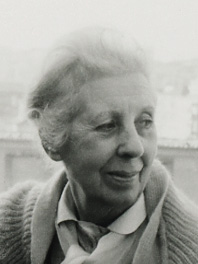
Clementina Carneiro de Moura

Maria Clementina Vilas Boas Carneiro de Moura Manta (* 25. September 1898 in Lissabon, Portugal; † 18. Juli 1992 ebenda) war eine portugiesische Malerin und Kunstprofessorin. Sie war die Ehefrau des Malers Abel Manta und Mutter von João Abel Manta. Clementina Carneiro de Moura gehörte zur zweiten Generation portugiesischer Maler der Moderne.

## Leben und Wirken
Sie studierte an der Escola de Belas Artes de Lisboa unter Columbano Bordalo Pinheiro, wo sie 1920 ihr Examen machte. Eine Mitschülerin war Sarah Afonso. Auf einer Reise nach Paris 1920 lernte sie den Maler Abel Manta kennen, den sie 1927 heiratete. Aus dieser Ehe entstammt Sohn João Abel Manta.
1940 arbeitete sie an der Dekoration des orientalischen Pavillons bei der Weltausstellung in Portugal mit. 1947 reiste sie durch ganz Portugal und untersuchte die dekorativen Künste, unter anderem die Herstellung von Quilts, Stickereien und traditioneller Spitze. Zum Thema Seidenstickerei verfasste Clementina Carneiro de Moura mehrere Bücher. Darüber hinaus war sie als Zeichnerin sowie als Kunstlehrerin an höheren, weiterführenden Schulen und als Professorin an Kunsthochschulen tätig.
In ihrer Malerei, die als sensibel und gelassen galt, schuf sie vor allem Porträts, Landschaftsbilder, Stillleben und Bilder aus dem privaten Bereich, die zum Beispiel ihre Familie zeigten. Zudem galt sie als Spezialistin für die angewandten Künste, auch bekannt als „Meisterin des Patchwork“. Vor allem ab den 1970er Jahren stellte sie Werke mit dieser Technik her. Ihre Bilder wurden bei Ausstellungen im In- und Ausland gezeigt, unter anderem bei der Jahresausstellung der Sociedade Nacional de Belas Artes 1920 und bei mehreren Ausstellungen der Fundação Calouste Gulbenkian.
Clementina Carneiro de Moura war politisch engagiert; in den 1940er und 1950er Jahren war die Antifaschistin Mitglied des Movimento Portugues Feminina para a paz (Portugiesische Frauenbewegung für den Frieden).
Am 9. Januar 1960 wurde sie als Offizierin des portugiesischen Ordens für öffentliche Bildung (Ordem da Instrução Pública) ausgezeichnet und trug seitdem den Namenszusatz OIP.